# スー・リオン
スー・リオン（Sue Lyon、1946年7月10日 - 2019年12月26日）は、アメリカ合衆国出身の元女優。英語での発音はスー・ライオン。身長160cm。B86･W56･H88。アイオワ州生まれ。

## 来歴

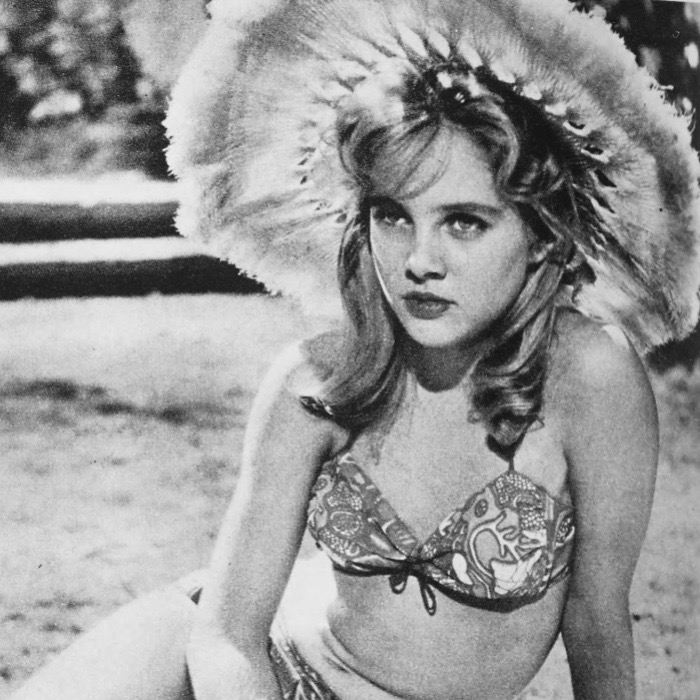
『ロリータ』（1962年）

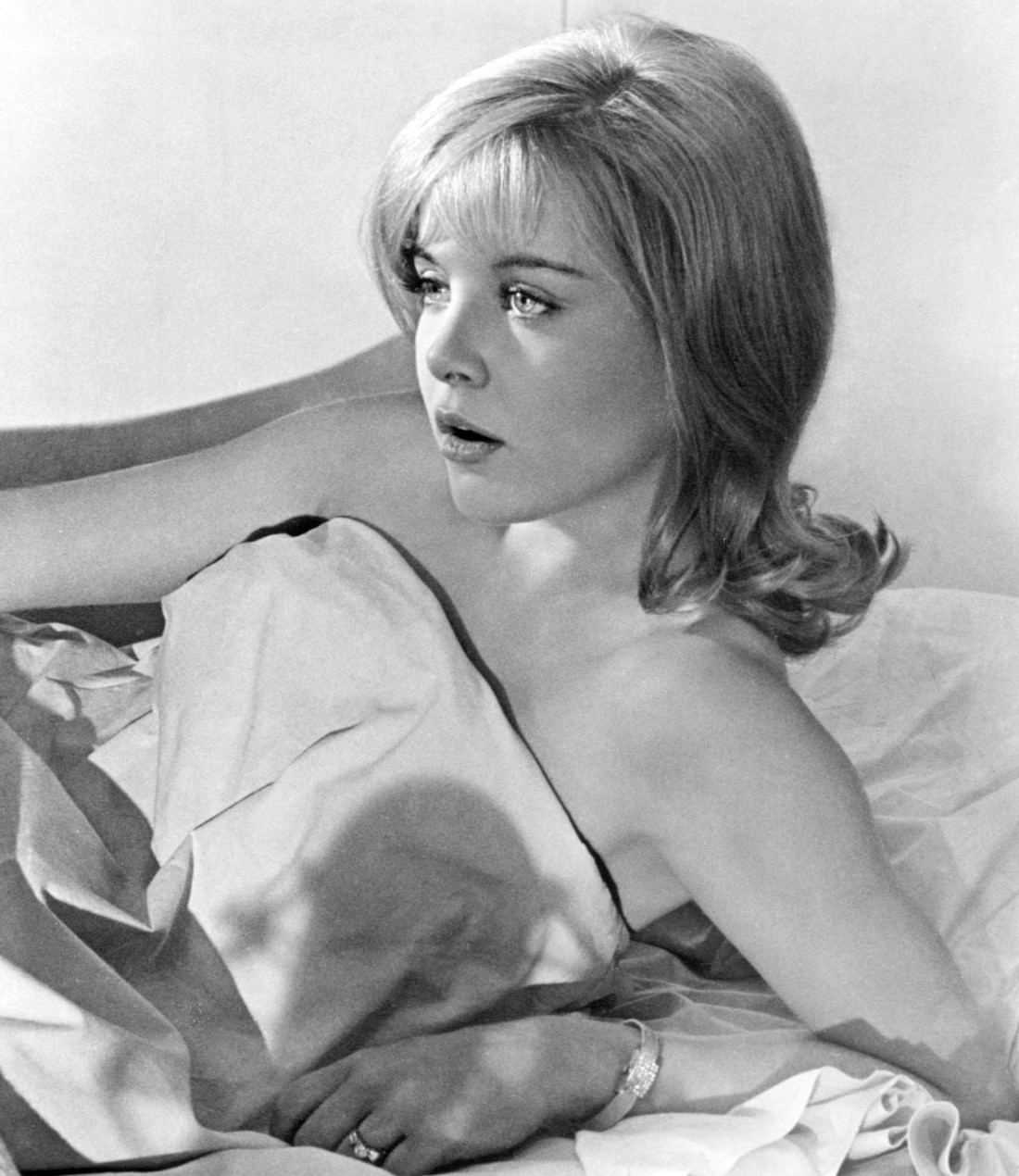
『トニー・ローム/殺しの追跡』（1967年）

5人兄弟の末っ子。スーが生まれた時母親は56歳、父親はスーが10ヶ月の時に自殺して亡くなった。
その後一家はロサンゼルスに引っ越し、スーは麻薬やアルコール中毒の母親に代わり、12歳で髪をブロンドに染め家計を支えるためモデルとして働き始めた。
『ロリータ』の少女ドロレス・ヘイズ役を探していた映画監督のスタンリー・キューブリックとMGMのプロデューサーは数千人の候補者と面接したが、プロの女優の中にも適者が見出せず撮影を延期さぜるをえなかった。そんな中、TVの『ロレッタ・ヤング・ショー』に出演していた無名のスーを見て、彼らはロリータ役にふさわしいと目を付けた。『ロリータ』に出演した時スーは15歳だった。世界中で映画が公開されると、小悪魔的で妖しい魅力を持ったスーの噂がたちまち評判になった。
愛に飢えた1964年、17歳でハンプトン・ファンチャーと結婚するも1年も経たないうちに破局。次にアフリカ系アメリカ人のフットボール選手と再婚し子供を一人もうける。当時のアメリカは人種差別が激しかったので一家はスペインに移住するが、そこでスーはアメリカ兵と浮気し夫を嫉妬で狂わせた。2度目の離婚を経験しアメリカに帰国したスーは、殺人罪で40年の刑を宣告された男に一目惚れし、1973年、27歳で彼と再々婚するが彼はまだ服役中の身なので、刑務所の近くのモーテルに住むことにした。当時、このスキャンダルはマスコミを騒がせたが、映画プロデューサーたちは彼女を避ける様になり、この3度目の結婚でスー・リオンの12年間の女優生命は終わりを告げた。その後は1985年に4度目の結婚をするが2002年に破局。以降はマスコミの取材を避け、独身でロサンゼルスで静かに暮らした。
2019年12月26日、ロサンゼルスで死去。73歳没。

## プライベート
- スーとスーの母親は高速道路で事故に遭い、スーは2年間車椅子生活を送った。
- 16歳から躁鬱病を患っている。
- 『俺たちに明日はない』（1967）のボニー・パーカー役の候補になったことがある。
- 衣料品店に勤めている時にロサンゼルス大学に通っていた。
- 8歳の頃、下宿人にナイフを突きつけられ強姦されそうになったことがある。
- 後にスーは「私の人格崩壊はこの映画（『ロリータ』）から始まった」と語った[4]。
- 1番目の夫は11歳年上でスーが17歳の時に結婚。1964年に結婚し1年で離婚した。
- 2番目の夫はアフリカ系アメリカ人のフットボール選手（写真家という説も）であった。当時のアメリカでは白人と黒人のカップルに対する差別が厳しく、一時スペインで暮らしていたこともある。二人の間には娘が一人居る。1970年に結婚し1年で離婚した。
- 3番目の夫はスーと結婚してから離婚するまで殺人罪と窃盗罪で服役していた。1973年に結婚しスーはホステスとして働き、近くでホテル住まいをしていた。夫と刑務所の改革運動をしていた[3]が1年で離婚した。
- 4番目の夫はラジオ技師。1985年に結婚し17年間の結婚生活の末に離婚した[5]。

## フィルモグラフィ

### 映画
| 年   | 原題                                   | 邦題                                                  | 役名                           | 備考                         |
| ---- | -------------------------------------- | ----------------------------------------------------- | ------------------------------ | ---------------------------- |
| 1962 | Lolita                                 | ロリータ                                              | ドローレス・ヘイズ（ロリータ） | ゴールデングローブ有望新人賞 |
| 1964 | The Night of the Iguana                | イグアナの夜                                          | シャーロット・グドール         |                              |
| 1966 | 7 Women                                | 荒野の女たち                                          | エマ・クラーク                 |                              |
| 1967 | The Flim-Flam Man                      | 恋とペテンと青空と                                    | ボニー・リー・パッカード       |                              |
| 1967 | Tony Rome                              | トニー・ローム/殺しの追跡                             | ダイアナ・パインズ             |                              |
| 1969 | Arsenic and Old Lace                   |                                                       | エレーン・ハーパー             | テレビ映画                   |
| 1970 | But I Don't Want to Get Married!       |                                                       | ローラ                         | テレビ映画                   |
| 1971 | Four Rode Out                          |                                                       | マイラ・ポールセン             |                              |
| 1971 | Evel Knievel                           | キャプテン・アメリカ                                  | リンダ                         |                              |
| 1973 | Murder in a Blue World                 |                                                       | アナ・バーニア                 |                              |
| 1973 | Tarot                                  |                                                       | アンジェラ                     |                              |
| 1976 | The Astral Factor                      |                                                       | ダーレン・デロング             |                              |
| 1976 | Smash-Up on Interstate 5               |                                                       | バーンジー                     | テレビ映画                   |
| 1977 | Crash!                                 | クラッシュ!                                           | キム・デン                     |                              |
| 1977 | End of the World                       | エンド・オブ・ザ・ワールド/死を呼ぶエイリアン脱出計画 | シルヴィア・ボラン             |                              |
| 1977 | Don't Push, I'll Charge When I'm Ready |                                                       | ウェンディ・サザーランド       | テレビ映画、1969年制作       |
| 1978 | Towing                                 |                                                       | リン                           |                              |
| 1980 | Alligator                              | アリゲーター                                          | NBC女性記者                    |                              |

### テレビ
| 年        | 原題                   | 邦題                     | 役名                        | 備考 |
| --------- | ---------------------- | ------------------------ | --------------------------- | --- |
| 1959      | The Loretta Young Show |                          | ローリー                    | 1エピソード ("Alien Love") スーリン・リオン名義 |
| 1969–1974 | Love, American Style   |                          | バーバラ・エリック ジュリー | 2エピソード ("Love and the Extra Job/Love and the Flying Finletters/Love and the Golden Worm/Love and the Itchy Condition/ Love and the Patrolperson", "Love and the Medium/Love and the Bed/Love and the High School Flop-Out") |
| 1970      | The Virginian          | バージニアン             | ベリンダ・バラード          | 1エピソード ("Experiment at New Life") |
| 1971      | Men at Law             |                          |                             | 1エピソード ("Marathon") |
| 1971      | Night Gallery          | 四次元への招待           | ベッツィー                  | 1エピソード ("The Boy Who Predicted Earthquakes/Miss Lovecraft Sent Me/The Hand of Borgus Weems/Phantom of What Opera?") |
| 1978      | Police Story           | ポリス・ストーリー       | キャロライン                | 1エピソード ("River of Promises") |
| 1978      | Fantasy Island         | ファンタジー・アイランド | ジル・ノーラン              | 1エピソード ("Reunion/Anniversary") |